# Dudceanî, Novovoronțovka
Dudceanî (în ucraineană Дудчани) este o comună în raionul Novovoronțovka, regiunea Herson, Ucraina, formată numai din satul de reședință.

## Demografie
Componența lingvistică a comunei Dudceanî
     Ucraineană (95,91%)
     Rusă (2,81%)
     Alte limbi (0,24%)
Conform recensământului din 2001, majoritatea populației comunei Dudceanî era vorbitoare de ucraineană (95,91%), existând în minoritate și vorbitori de rusă (2,81%).